# Astragalus shortianus
Astragalus shortianus är en ärtväxtart som beskrevs av John Torrey och Asa Gray. Astragalus shortianus ingår i släktet vedlar, och familjen ärtväxter. Inga underarter finns listade i Catalogue of Life.